# Philodromus bonneti
Philodromus bonneti är en spindelart som beskrevs av Karol 1968. Philodromus bonneti ingår i släktet Philodromus och familjen snabblöparspindlar.
Artens utbredningsområde är Turkiet. Inga underarter finns listade i Catalogue of Life.